# Els Romeas
Els Romeas van ser un grup de grallers del Vendrell del primer terç del segle xx. El nom de la formació prové d'una actuació que van fer 2 de juny de 1901 al Teatre Romea de Barcelona en un sainet de costums vendrellencs de Ramon Ramon i Vidales titulat En Pau de la Gralla ó la Festa Major de la Vila, organitzat per la Lira Vendrellenca. Des d'aquell moment, el grup d'«aquells que van tocar al Romea» van passar a anomenar-se «els Romeas» (pronunciat «els Romeies»). El grup va actuar durant més de trenta anys amb formacions diverses, van ser els grallers dels Nens del Vendrell i van gravar el primer enregistrament de gralla conservat.

## Història

### Els primers Romeas
Els membres originaris de la colla eren Bonaventura Mallofré i Cañís («Ventura Camat») com a primera gralla, Isidre Mercadé Vidal («Isidro Caterí») com a segona gralla i Antoni Claramunt i Mañé («Ton Francàs») com a timbaler. Durant els primers anys, «Isidro Caterí» va ser substituït per Salvador Salvó i Roca («Vador Ticó»). Entre les actuacions d'aquesta colla hi ha documentades les del Teatre Romea (1901), tres al Vendrell per la Revetlla de Sant Pere organitzades per la Lira Vendrellenca (1908, 1920 i 1925), a la Festa Major del Barri Marítim de Sant Salvador (1909), dues per la Festa Major del Vendrell (1912 i 1913), a la Festa Major d'Albinyana acompanyant una colla de castellers locals (1915) i una a la dècada dels vint acompanyant el Ball de bastons de l'Arboç.

### Els Romeas «clàssics»
A principis dels anys vint les dues gralles seran substituïdes i la colla quedarà conformada pels que són coneguts com els Romeas «Clàssics»: Josep Bruna i Mestre («Pep de les Cabanyes» àlies «El Gallerí») com a primera gralla, Joan Vidal i Mestre («Joan de Vilanova» àlies «el Romeia») com a segona gralla i en «Ton Francàs» que es manté com a timbaler. D'aquesta formació hi ha documentades una actuació acompanyant la Colla Vella i la Colla Nova dels Xiquets de Valls(1926), quatre amb els Nens del Vendrell (1926, 1927, 1930 i 1930), en una representació teatral titulada El termòmetre de la vida on els Romeas i els Nens del Vendrell entren en escena (1927), en unes matinades al Barri Marítim de Sant Salvador (1928), a la Fira del Vendrell de 1928 amb motiu de l'enlairament de l'Àngel del campanar després de la restauració, a la Festa Major de Terrassa (1930), al Vendrell acompanyant els gegants i els nans (1930). Aquesta va ser l'última actuació del «Ton Francàs» i que marcarà el pas a la següent etapa de la colla.
Dels Romeas «clàssics» se'n conserven dos discs de pedra gravats al voltant cap al 1930. El primer conté el Toc de castell (amb el títol «el castell dels Xiquets») i el Toc de matinades (amb el títol «Diana»). El segon conté en una cara amb la Marxa dels Camats (amb el títol «Castell i Llevant de taula») i el Toc de processó (amb el títol «La processó»). La primera es tracta d'una peça composta el graller vendrellenc Bonaventura Mallofrè («Ventura Camat») el 1870, popularitzada per la colla dels Camats i després pels Romeas del qual «Ventura Camat» va formar part en els inicis. Els discs van ser publicats a partir de 1930 i els grallers hi apareixen com a «antics Romeas», probablement perquè ja s'havia fet el traspàs a la nova formació de Romeas. Les gravacions van ser reeditades en un CD el 2012.

### Els Romeas de la darrera època
A inicis dels anys trenta hi tornaren a haver canvis a la colla. En «Ton Francàs» que havia estat fidel a la colla des dels seus inicis morí el 1930. En aquest mateix any en «Joan de Vilanova» es va traslladar a Vilanova, va abandonar la colla i va deixar la gralla al seu amic «Pep de les Cabanyes» que continuaria tocant fins que un atac de feridura li ho impediria. Aquests donaran pas a la formació de la dècada dels trenta amb Josep Mañé i Torrents («El Gros de Llorenç») com a segona gralla i cap de la formació, Sebastià Sendrós i Fontanals («El Ros de Vilobí») com a primera gralla i Antoni Claramunt i Vives («Francàs fill») com a timbaler que substituiria el seu pare després de la seva mort. Aquesta formació es va mantenir fins al 1934 aproximadament.
De la formació hi ha tres actuacions documentades: La primera a Horta amb els Nens del Vendrell (1931), la segona a Barcelona en el programa de les Noces d'Argent de I'Esbart Català de Dansaires (1934) i la tercera al III Concurs de Gralles de la Història durant la II Festa Major del Penedès celebrada al Poble Espanyol de Barcelona (1936). En aquesta última actuació documentada, el grup estava format pel «Gros de Llorenç» com a segona gralla, Francesc Castellví i Romeu («Cisco Pelegrí») com a primera gralla i Salvador Castellví i Romeu («Vador Pelegrí») al timbal. Els Romeas van quedar en tercera posició, però el guanyador del concurs va ser un vell conegut de la colla: Sebastià Sendrós («El Ros de Vilobí»), que el 1934 va deixar la colla i va fundar els «Romeas de Viloví» a Viloví del Penedès, el poble on es va casar.